# Norman Lindsay
Norman Alfred William Lindsay (ur. 22 lutego 1879, zm. 21 listopada 1969) – australijski rzeźbiarz, grafik, rysownik komiksów, pisarz.
Jeden z najbardziej znanych artystów australijskich. Był bardzo wszechstronnym twórcą. Jako malarz tworzył obrazy olejne, akwarele, grafiki, akwaforty. Tworzył rzeźby z brązu oraz betonu.

## Twórczość literacka

### Powieści
- A Curate in Bohemia 1913
- Redheap 1930
- Miracles by Arrangement 1932
- Saturdee 1933
- Pan in the Parlour 1933
- The Cautious Amorist 1934
- Age of Consent 1935
- The Cousin from Fiji 1945
- Halfway to Anywhere 1947
- Dust or Polish? 1950
- Rooms and Houses 1968

### Książki dla dzieci
- The Magic Pudding 1918
- The Flyaway Highway 1936

### Autobiografie
- Bohemians of the Bulletin 1965
- My Mask (autobiografia, wydana już po śmierci artysty) 1970